# Parc omnisports Pierre-Coulon
Le parc omnisports Pierre-Coulon, ou parc omnisports Auvergne-Rhône-Alpes — Vichy, est un parc et un complexe sportif situé à Bellerive-sur-Allier, dans le département de l'Allier, en région Auvergne-Rhône-Alpes.
Créé dans les années 1960 par Pierre Coulon, maire de Vichy de 1950 à 1967, il est implanté sur la rive gauche de l'Allier, en bordure immédiate du lac d'Allier, mis en eau le 10 juin 1963, et comprend des équipements sportifs avec plusieurs terrains, une maison des jeunes et de la culture, le Palais du Lac et un centre international de séjour.

## Géographie

### Localisation
Le parc omnisports est situé au nord de Bellerive-sur-Allier. Il est délimité par la route du Pont-de-l'Europe (ou avenue de l'Europe), portion de la route départementale 6E au nord ; par la route de Charmeil (route départementale 6) à l'ouest ; par le CREPS Auvergne-Rhône-Alpes — Vichy et l'hippodrome de Vichy-Bellerive au sud.

### Hydrographie

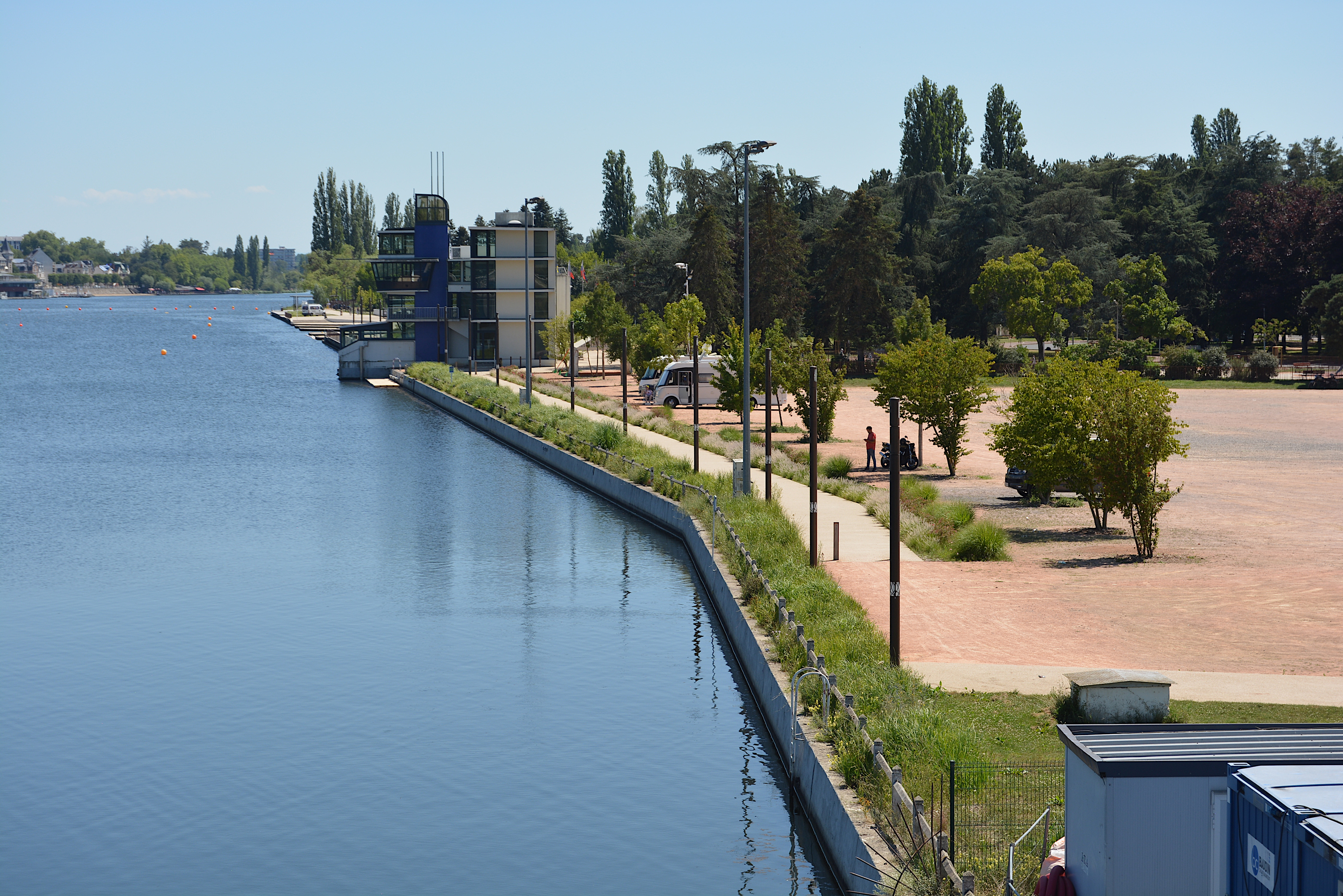
La rivière Allier marque la limite orientale du parc (vue depuis le pont de l'Europe en juillet 2022).

La rivière Allier marque la limite orientale du parc : il s'agit du lac d'Allier, lac artificiel et de barrage créé en 1963. Un de ses affluents, le Briandet, se jette dans la rivière Allier à proximité du parc omnisports, près de l'hippodrome.
Une rivière artificielle a été créée permettant d'accéder à un îlot central où sont aménagés huit terrains de sport.
L'ensemble du site est toutefois classé en zone inondable. La commune de Bellerive-sur-Allier est soumise au risque naturel inondation. Un événement de probabilité moyenne, comparable aux inondations qu'a connues le bassin de Vichy en décembre 2003 (hauteur de 5,46 m à la station de Saint-Yorre, débit de 1 660 m3/s), impacterait certains équipements sportifs, dont une grande partie du parc omnisports,.
L'agglomération de Vichy fait partie d'un territoire à risques importants d'inondation avec crues à débordement lent de cours d'eau pour la rivière Allier, approuvé par un arrêté préfectoral du 26 novembre 2012. La partie basse de Bellerive-sur-Allier fait partie de la zone d'aléa moyen, en prenant en référence la crue de 1866 et une occurrence de 200 ans, avec crue théorique d'occurrence 100 ans pour les affluents.

### Milieux naturels
L'ensemble du site fait partie du site inscrit du centre ancien de Vichy et des rives d'Allier par arrêté préfectoral du 5 octobre 1982 ; il englobe en grande partie le plateau sportif, dont l'intégralité du parc.
La partie nord-est fait partie de la zone naturelle d'intérêt écologique, faunistique et floristique de type 2 « Lit majeur de l'Allier moyen ». 

### Urbanisme
La commune de Bellerive-sur-Allier dispose d'un plan local d'urbanisme (PLU) approuvé par une délibération du conseil communautaire de la communauté d'agglomération Vichy Communauté le 20 septembre 2018. Le parc est inclus dans un plateau d'économie sportive délimité au nord par l'aérodrome de Charmeil et au sud par la boucle des Isles. Il fait partie d'une déclaration de projet qui vise à « rénover et développer le centre omnisports en liaison avec le projet de restructuration du CREPS » en vue d'accueillir des pôles de haute performance, qui a nécessité une révision du plan local d'urbanisme pour permettre sa mise en compatibilité.

### Voies de communication et transports

#### Voies routières
Le parc omnisports dispose de trois accès routiers :
- l'entrée principale, accessible par la route du Pont-de-l'Europe, section de la route départementale (RD) 6E reliant la RD 6 à l'entrée nord de Vichy via le pont de l'Europe ;
- une entrée secondaire est aménagée depuis la route de Charmeil (RD 6) ;
- une troisième entrée existe par le CREPS et l'hippodrome.

Trois voies internes à la desserte du parc, portant le nom de trois championnes sportives, ont été dénommées par le conseil municipal de Bellerive-sur-Allier en 2021, :
- une allée Colette-Besson (championne olympique d'athlétisme en 1968), reliant l'entrée nord du parc au Palais du Lac ;
- une allée Marguerite-Broquedis (championne de tennis en 1912), reliant l'entrée nord au centre international de séjour ;
- une allée Marie-Amélie-Le-Fur (championne paralympique), reliant le CREPS aux berges de l'Allier.

#### Transports en commun
Le parc omnisports est desservi par les lignes E et I du réseau MobiVie. Le tracé de ces deux lignes a été modifié le 24 avril 2023 afin d'optimiser la desserte du plateau sportif (notamment le CREPS).

## Histoire

### Un parc dans la continuité de l'aménagement du lac d'Allier
Au début des années 1960, Pierre Coulon, maire de Vichy, décide d'aménager le lac d'Allier ainsi qu'un grand plateau sportif sur la rive gauche de l'Allier. Alors qu'en rive droite, de nombreux immeubles sont construits dans le quartier des Ailes, sur le territoire communal de Vichy, l'édile projette, sur la rive opposée (commune de Bellerive-sur-Allier), la création d'un ensemble sportif de plus d'une centaine d'hectares dont l'étude est confiée aux architectes Louis Marol et Louis Turlier. Le syndicat intercommunal de Vichy-Cusset-Bellerive, présidé alors par Pierre Coulon, conduit la réalisation de cet ensemble dès 1962.
Le plan masse, établi en février 1964, prévoyait « une piscine et une patinoire associées à un grand restaurant, un complexe lié à l'aviron, un parcours de kayak, une vingtaine de terrains de sports et de plateaux sportifs avec leurs vestiaires » et un CREPS. Un centre-médico-sportif et « des immeubles destinés au logement des athlètes » (le centre international de séjour) sont également construits, ainsi qu'une maison des jeunes et de la culture.
Les travaux du parc omnisports se sont achevés en 1968.

### La modernisation du parc

#### Projet de modernisation du plateau d'économie sportive
Le projet de modernisation du plateau d'économie sportive constitue l'une des six thématiques du projet d'agglomération 2015-2025 porté par l'ancienne communauté d'agglomération de Vichy Val d'Allier et approuvé par délibération du conseil communautaire le 18 juin 2015.
La modernisation du plateau d'économie sportive doit permettre de valoriser un axe structurant de l'agglomération — la rivière Allier — afin « de répondre aux nouvelles exigences et attentes du monde sportif de haut niveau et renforcer l'attractivité du site Allier face à une concurrence territoriale grandissante ». Elle répond à un enjeu supra-communautaire pour le pôle métropolitain Clermont Vichy Auvergne afin « de se positionner au sein de la nouvelle région » Auvergne-Rhône-Alpes, permettant à tous les publics de développer le sport.
Il a été choisi de requalifier les infrastructures existantes (modernisation et amélioration de la performance énergétique de bâtiments) et de créer de nouveaux équipements sur un site déjà existant, afin de répondre aux objectifs nationaux de développement durable sur la consommation foncière, écartant de fait toute extension du plateau sportif avec des effets négatifs sur le foncier et les mobilités.

#### Mise en œuvre de la modernisation
À l'automne 2016, la communauté d'agglomération de Vichy Val d'Allier a annoncé le déblocage d'une enveloppe de 40 millions d'euros pour la rénovation du parc omnisports. Le choix de Paris, ville hôte pour les Jeux olympiques d'été de 2024, a accéléré le processus. Initialement prévue pour une durée de dix ans, la rénovation des installations du plateau sportif devrait être terminée au plus tôt pour les Jeux olympiques de 2024, voire pour la Coupe du monde de rugby à XV qui se tient en France en 2023. Jean-Sébastien Laloy, vice-président de Vichy Communauté chargé des sports, a annoncé la rénovation complète des installations en rive gauche.
Le montant initial de la rénovation du parc s'élève à 8,9 millions d'euros, sans compter la création d'une halle double (5,2 millions d'euros). Le 15 février 2019, Laurent Wauquiez, président du conseil régional d'Auvergne-Rhône-Alpes, a annoncé, à Vichy, un grand plan d'investissement de 100 millions d'euros, financé à 60 % par la région et à 40 % par le département de l'Allier, afin de « contribuer au développement économique du territoire ». Pour la modernisation du parc omnisports, une enveloppe de 9 millions d'euros a été allouée.
Cette modernisation comprend la création d'« un grand terrain pour les sports collectifs, de nouvelles infrastructures couvertes (notamment pour l'athlétisme) ou un gymnase adapté à la pratique du badminton », la création de vestiaires pour le public amateur (les vestiaires Sud) ; la construction d'une double halle de 3 800 m2 ; la construction d'une salle d'athlétisme couverte avec six couloirs de 50 m.
L'ensemble des installations est inauguré le 9 juin 2023, en pleine compétition des Jeux globaux de 2023 (compétition internationale de sport adapté), en présence d'Amélie Oudéa-Castéra, ministre des Sports et des Jeux olympiques et paralympiques.

## Gestion
La gestion du parc omnisports est assurée par la communauté d'agglomération Vichy Communauté.
Par délibération du conseil communautaire du 16 novembre 2017, certains équipements sportifs du parc omnisports sont déclarés d'intérêt communautaire et sont en conséquence transférés de la ville de Vichy à Vichy Communauté,. Sont transférés la quasi-intégralité du parc, à l'exception de l'espace du parc, du palais du Lac et son parking.

## Équipements

### Espace du parc
L'espace du parc est situé au sud de l'entrée principale du parc et comprend un restaurant (L'Atrium).
À côté de l'espace, sont installés un dojo (pour la pratique des sports de combat) et une salle d'armes (pour l'escrime).

### Maison des jeunes et de la culture
Imaginée par Pierre Coulon, la maison des jeunes et de la culture (MJC), œuvre des architectes Louis et Jean Marol, est installée à l'entrée nord du complexe omnisports depuis sa construction en 1964.  et comptait 800 adhérents dès le premier mois. Plusieurs activités culturelles sont proposées, telles que le théâtre ou la photographie, ainsi que quelques sports. Elle a accueilli des concerts (dont Georges Moustaki ou Léo Ferré) et des expositions photographiques dès ses premières années d'existence. Il tombe en désuétude dès l'élection de Claude Malhuret en 1989, qui veut réorienter la MJC vers les stages sportifs ; les expositions se tiennent désormais au centre culturel Valery-Larbaud. La MJC peut toujours accueillir des conférences en cas d'occupation du palais des congrès.

### Théâtre de verdure

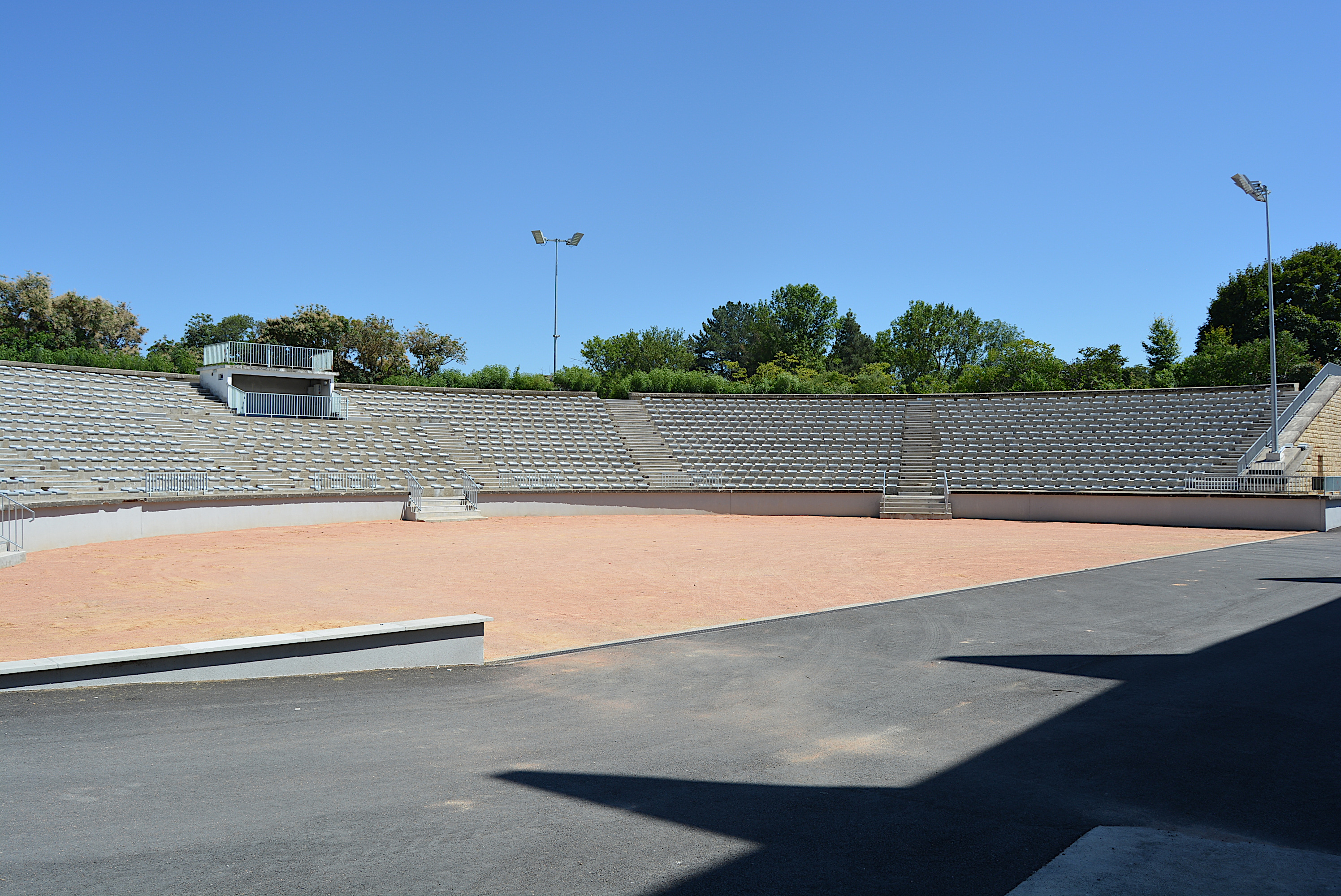
Le théâtre de verdure après sa rénovation, en juillet 2022.

Le théâtre de verdure, situé à l'est de l'espace du parc, créé en 1964, est l'œuvre des architectes vichyssois Jean et Louis Marol. L'espace plein air pouvait accueillir 1 800 personnes.
Après plusieurs années à l'abandon, il est réhabilité au début des années 2020 pour accueillir des spectacles en plein air. L'équipement, géré par Vichy Destinations, voit sa capacité augmenter de 1 800 à 3 400 personnes par la suppression du bassin d'ornement, lequel est remplacé par une fosse ensablée pouvant accueillir 1 500 spectateurs debout. Le site est en libre accès et peut être clos lors d'événements payants. La crise sanitaire perturbe le déroulement des travaux et des concerts prévus : initialement prévu pour ouvrir en 2020 avec un concert du groupe de rock Shaka Ponk, puis le 4 juillet 2021 avec un concert de James Blunt, la réouverture a finalement eu lieu le 7 juillet 2021 avec un concert de Catherine Ringer des Rita Mitsouko. Le 3 septembre 2022, il a accueilli la Compagnie Elixir, une compagnie locale, pour son 25e anniversaire.
Du 11 au 13 juillet 2025, se tient le festival En mode Festi, avec des artistes locaux ou reconnus tels que Les Wampas.

### Centre international de séjour
Le centre international de séjour (46° 08′ 18″ N, 3° 24′ 18″ E), situé au sud-ouest de l'espace du parc, est un centre d'hébergement réservé aux sportifs. Il comprend cinq bâtiments portant le nom des cinq continents.
Dans le cadre de la modernisation du parc omnisports, les quarante-trois chambres ont été rénovées afin de répondre aux standards des équipes nationales et professionnelles, pour un montant de 1,7 million d'euros.

### Tour des Juges
La Tour des Juges, située en bordure de la rivière Allier, a été construite en 1962-1963 en même temps que le lac d'Allier. Le bâtiment, d'une superficie de 625 m2, est modernisé en 2009 à l'occasion de l'organisation d'une manche du championnat du monde de course en ligne de canoë-kayak qui s'est tenue du 7 au 9 mai 2010.

### Palais du Lac

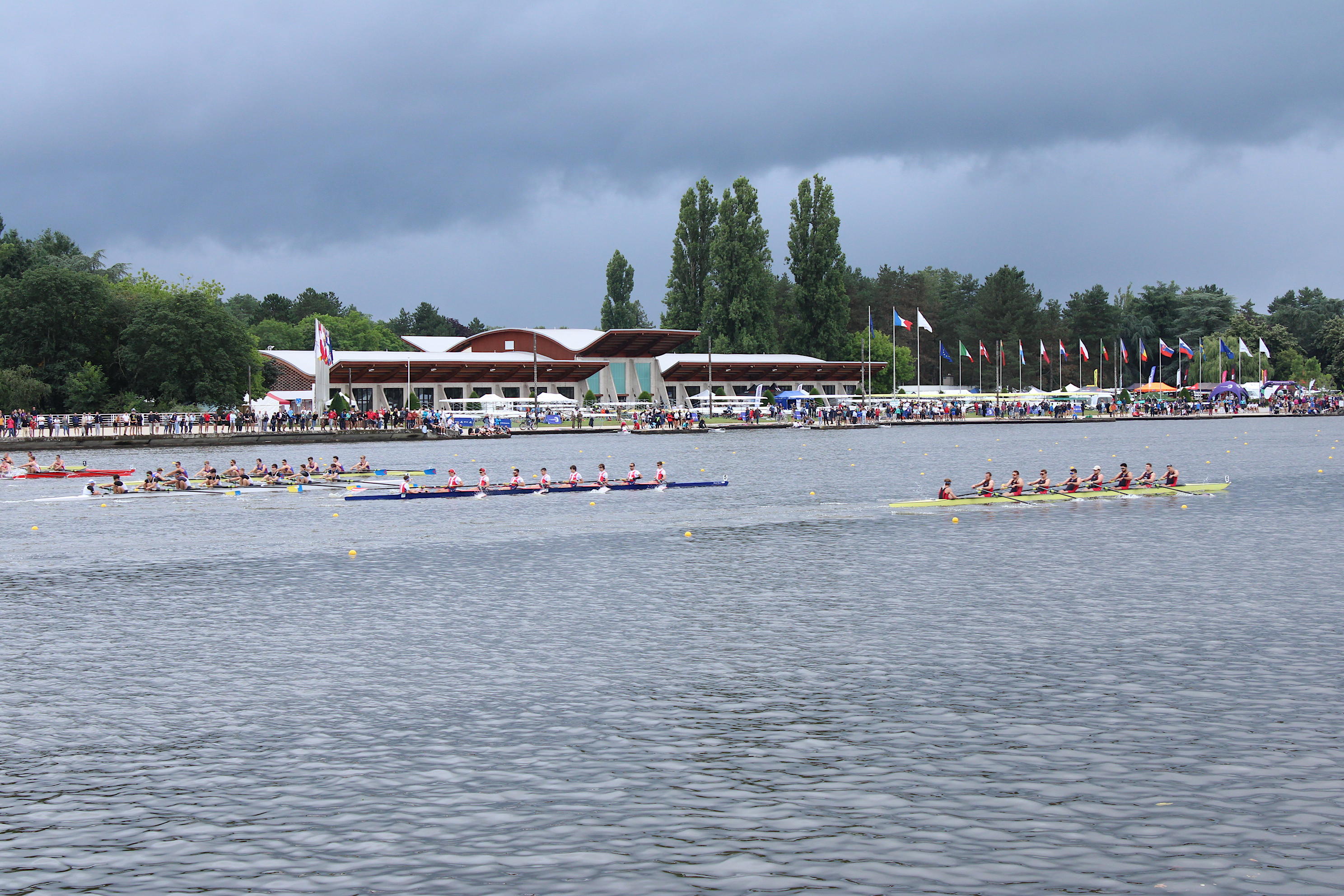
Le Palais du Lac en arrière-plan, pendant les championnats de France d'aviron J16, senior sprint et para-aviron, en juillet 2024.

L'étude et la réalisation d'une halle polyvalente tournée vers l'Allier est confiée à l'architecte Louis Marol (1902-1969), exerçant à Vichy. Elle dispose d'une double fonctionnalité : l'accueil des bateaux des compétitions d'aviron et l'organisation de manifestations.
La visite, en octobre 1959, d'une délégation à Amsterdam, Duisbourg et Mâcon, aboutit à la construction d'un hangar de 100 mètres de long sur 25 mètres de large pour abriter les seize bateaux des nations affiliées à la Fédération internationale des sociétés d'aviron en vue de l'accueil de compétitions internationales.
Le Palais du Lac (46° 08′ 14″ N, 3° 24′ 35″ E, dont sa construction a commencé en 1964, est inauguré le 11 mai 1966 — soit un peu moins de trois ans après la mise en eau du lac d'Allier, et un an avant les championnats d'Europe d'aviron 1967 — après un an de finalisation des plans et un an de travaux. L'édifice était pressenti pour accueillir l'équipe de France d'aviron. L'exploitation est assurée depuis 1968 par la ville de Vichy.
Le bâtiment, orienté est-ouest, est construit en retrait par rapport au lac « pour ne pas masquer la progression des bateaux qu'observe le public, depuis une tribune disposée en diagonale par rapport à la berge, et les juges, depuis celle qui leur est réservée, par rapport à la précédente », afin de permettre aux bateaux d'être déposés sur leur sol « en attendant d'être mis à l'eau ». Il est composé de seize portes et de deux réserves, et repose sur vingt-deux poutres, d'une portée entre appuis de 24,80 m. Les courbes, décrivant une vague, sont déployées par une toiture « posée sur une charpente en bois lamellé-collé ».
Outre l'aviron, le Palais du Lac est aussi un lieu de manifestations culturelles, sportives, d'organisation de congrès ou d'examens, ou même politiques. Y sont régulièrement organisés un salon de l'habitat et un salon de l'automobile. Le 16 juillet 2020, en raison de la pandémie de Covid-19, le conseil communautaire de la communauté d'agglomération Vichy Communauté s'est réuni exceptionnellement sur ce site pour élire son président et ses vice-présidents.

## Terrains de sport et stades

### Rivière artificielle et stade d'eaux vives

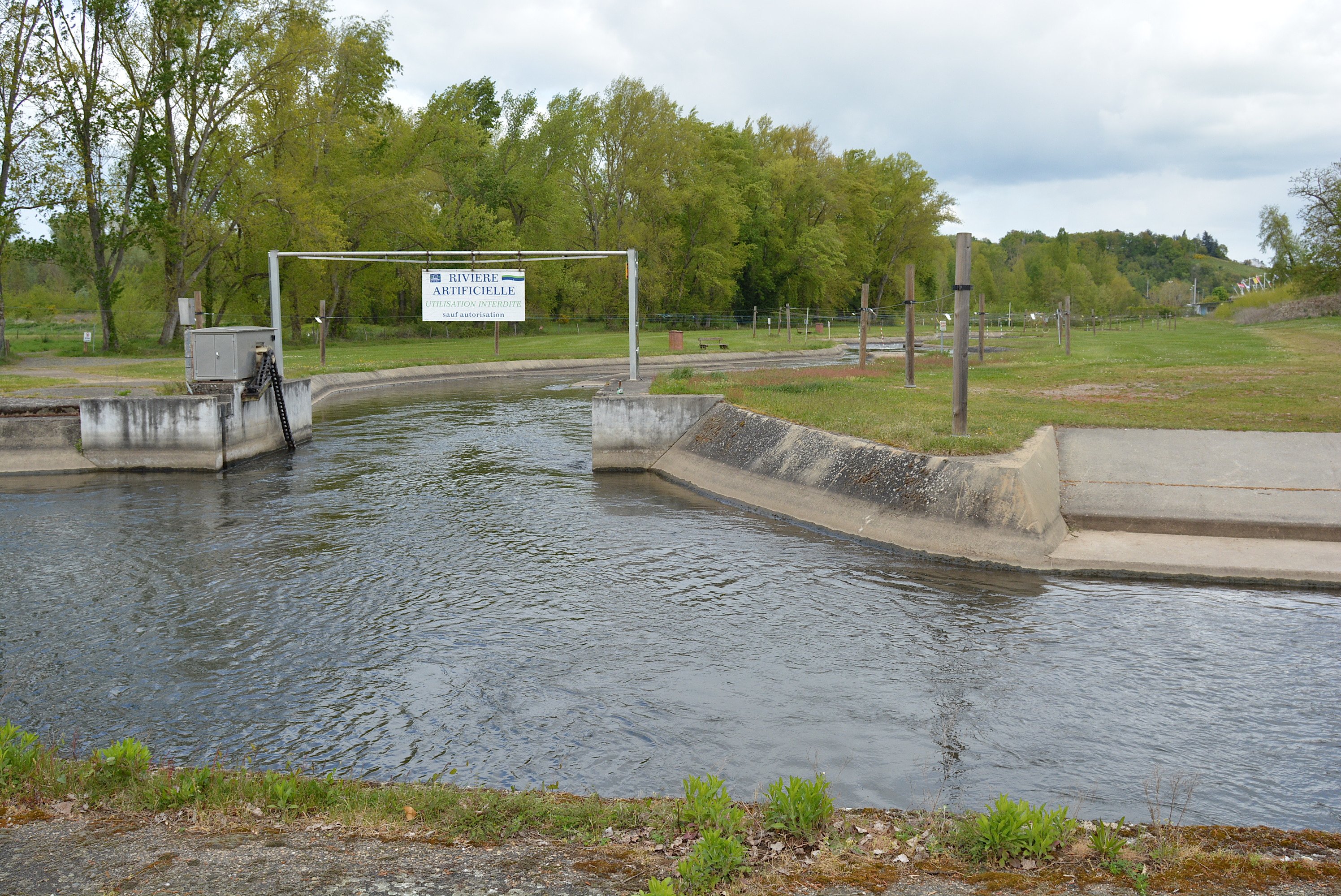
Le parcours de la rivière artificielle a été aménagé en même temps que le plan d'eau.

Une rivière artificielle est créée en 1963, en même temps que le plan d'eau. Elle était l'une des premières en Europe.
Le tronçon situé au nord de la route du Pont-de-l'Europe présente un dénivelé de 4,50 m sur une longueur de 420 m, avec un débit maximal de 10 m3/s. Il permet la pratique du canoë-kayak, du rafting ou de la nage en eaux vives.
La rivière artificielle a connu d'importants travaux de rénovation en 2010, avec le retrait de pierres sur le radier, le coulage de 500 m3 de béton et la pose de 22 tonnes de ferraille pour assurer l'étanchéité du cuvelage.
La pratique de la pêche est autorisée en no-kill (relâchement des prises obligatoire).
Sept ponts permettent de franchir la rivière artificielle. L'un d'eux, qui la relie au CREPS, a été supprimé et remplacé par un pont accessible aux personnes à mobilité réduite.

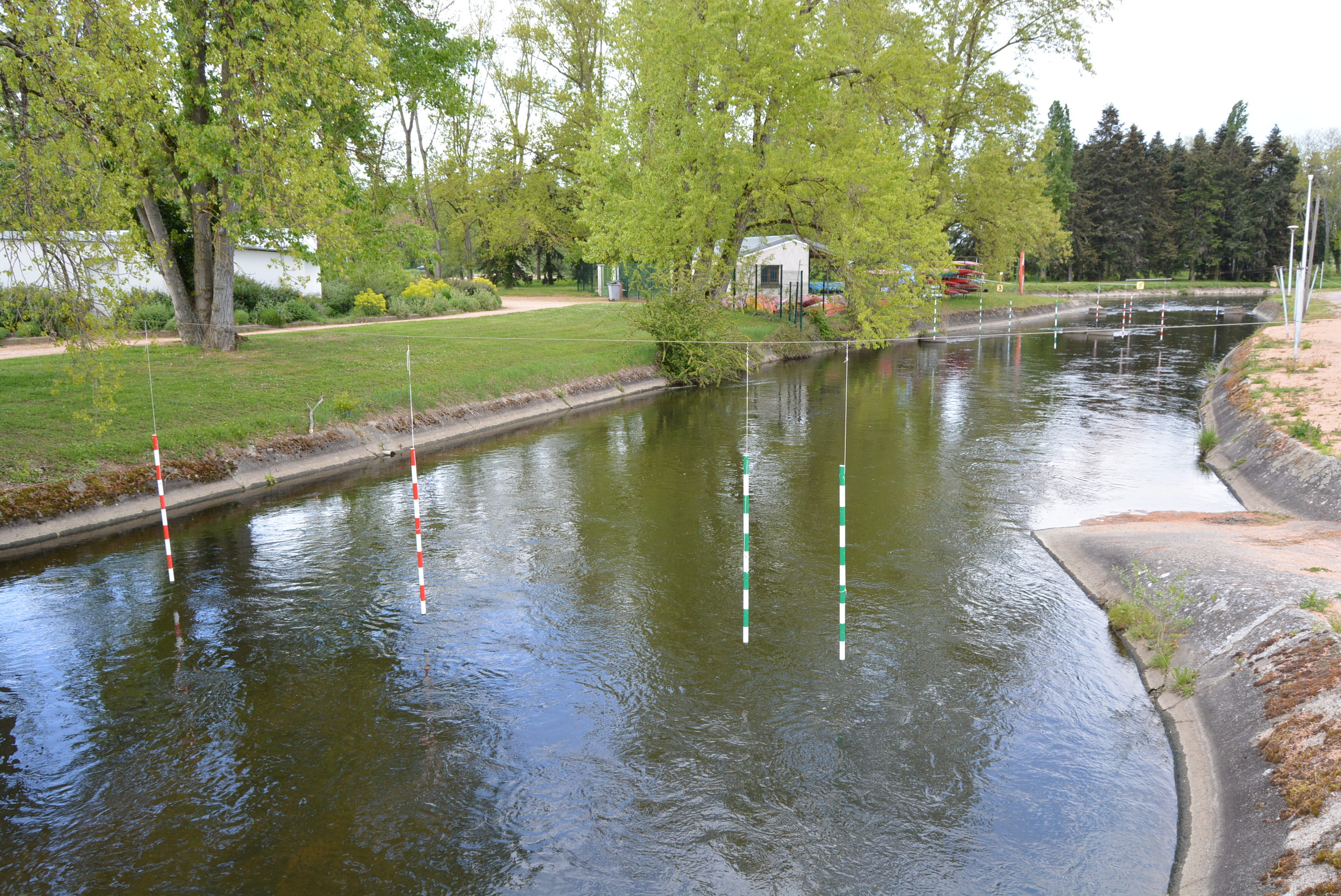
Parcours de canoë-kayak dans la rivière artificielle.
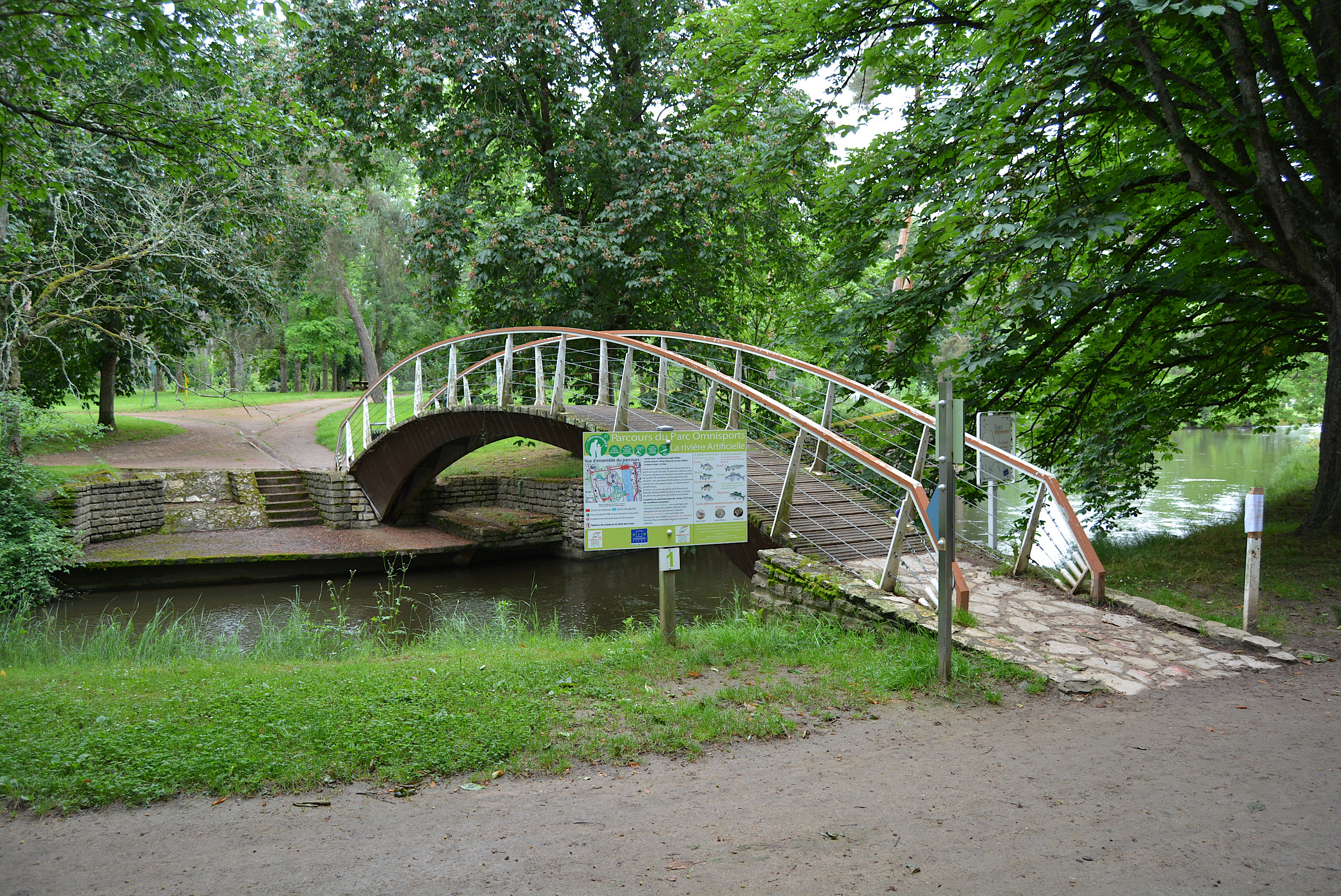
Un des ponts à la japonaise franchissant la rivière artificielle du parc.
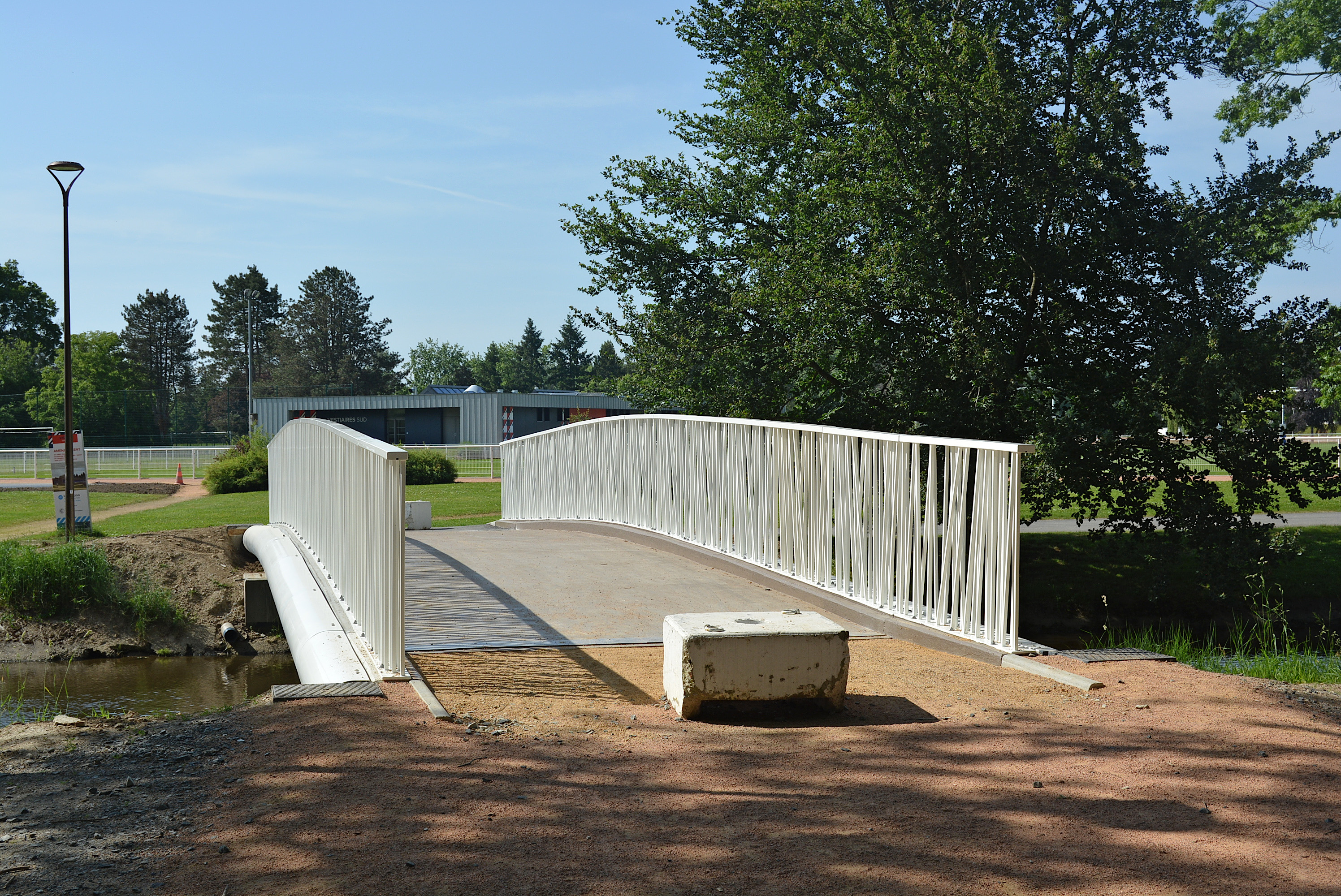
Nouveau pont accessible aux personnes à mobilité réduite.

### Terrains de sport
Le parc comprend dix terrains de sport numérotés :
| No  | Sport      | Coordonnées                 | Description | Illustration |
| --- | ---------- | --------------------------- | --- | ------------ |
| 1   | Football   | 46° 08′ 00″ N, 3° 24′ 20″ E | Situé au sud du parc omnisports, près du CREPS, le terrain no 1 a été le terrain officiel de l'équipe d'Afrique du Sud lors de la Coupe du monde 1998 et de l'équipe de Slovaquie lors du championnat d'Europe 2016.                                                  | Terrain 1    |
| 2   | Rugby      | 46° 08′ 12″ N, 3° 24′ 17″ E | Le terrain de rugby no 2, situé à l'intérieur de la rivière artificielle, accueille les compétitions de rugby à XV et de touch rugby. Il a accueilli les championnats d'Europe de touch rugby. Dans le cadre de la modernisation du parc, des lices ont été changées. | Terrain 2    |
| 3   | Football   | 46° 08′ 10″ N, 3° 24′ 13″ E | Le terrain de football no 3 accueille les compétitions de football. Dans le cadre de sa modernisation, il a été modifié en 2021 afin de satisfaire aux normes FIFA : sa dimension a été portée de 100 × 60 m à 105 × 68 m.                                            | Terrain 3    |
| 4   | Football   | 46° 08′ 14″ N, 3° 24′ 12″ E | Le terrain de football no 4 accueille les compétitions de football. Dans le cadre de sa modernisation, il a été modifié en 2021 afin de satisfaire aux normes FIFA : sa dimension a été portée de 100 × 60 m à 105 × 68 m.                                            | Terrain 4    |
| 5   | Football   | 46° 08′ 18″ N, 3° 24′ 11″ E | |              |
| 6/7 | Football   | 46° 08′ 18″ N, 3° 24′ 05″ E | |              |
| 8   | Athlétisme | 46° 08′ 13″ N, 3° 24′ 07″ E | | Terrain 8    |
| 9   | Football   | 46° 08′ 13″ N, 3° 24′ 21″ E | | Terrain 9    |
| 10  | Football   | 46° 08′ 04″ N, 3° 24′ 03″ E | |              |

| Terrain                 | Coordonnées                 | Description | Illustration           |
| ----------------------- | --------------------------- | ----------- | ---------------------- |
| Basket-ball 3×3         | 46° 08′ 08″ N, 3° 24′ 16″ E |             | Terrains de basket 3×3 |
| Stand de tir à l'arc    | 46° 08′ 18″ N, 3° 24′ 00″ E |             |                        |
| Tennis                  | 46° 08′ 01″ N, 3° 24′ 26″ E |             | Courts de tennis       |
| Terrain de beach-volley | 46° 08′ 15″ N, 3° 24′ 16″ E |             |                        |

### Bâtiments
| Bâtiment                        | Coordonnées                 | Description | Illustration                                                                   |
| ------------------------------- | --------------------------- | --- | ------------------------------------------------------------------------------ |
| Palais omnisports Pierre-Coulon | 46° 08′ 20″ N, 3° 24′ 23″ E | Situé au sud de l'espace du parc, il accueille les matchs de la Jeanne d'Arc Vichy Basket. Il comprend deux gymnases, le premier de 42 × 24 m et un deuxième de 30 × 15 m. | Intérieur du palais des sports avec escrimeurs à l'entraînement                |
| Boulodrome                      | 46° 08′ 12″ N, 3° 23′ 58″ E | Le boulodrome, géré par Vichy Communauté, est situé à l'ouest du parc. |                                                                                |
| Tennis couverts                 | 46° 08′ 08″ N, 3° 24′ 00″ E | |                                                                                |
| Pôle d'athlétisme               | 46° 08′ 08″ N, 3° 24′ 10″ E | | Intérieur du pôle d'athlétisme, avec pistes et terrain sableux au premier plan |
| Gymnase double                  | 46° 08′ 04″ N, 3° 24′ 14″ E | |                                                                                |

### Vestiaires
Le parc est composé de trois vestiaires :
| Vestiaire       | Coordonnées                 | Description | Illustration |
| --------------- | --------------------------- | --- | ------------ |
| Vestiaires Nord | 46° 08′ 22″ N, 3° 24′ 14″ E | |              |
| Vestiaires Sud  | 46° 08′ 12″ N, 3° 24′ 15″ E | Les vestiaires Sud ont été construits en 2021, permettant aux terrains alentour (les 2, 3 et 4) d'être homologués pour la compétition. Ils sont accessibles aux compétitions amateur.                                                                 |              |
| Vestiaires Pro  | 46° 08′ 04″ N, 3° 24′ 20″ E | Appelé aussi « vestiaire de la rotonde des tennis », le bâtiment est de forme circulaire. Il est réservé aux compétitions de haut niveau. Il a fait l'objet de travaux de curage et de désamiantage. Il abrite un espace musculation et récupération. |              |

## Activités

### Activités sportives
Le parc omnisports permet la pratique de plusieurs sports, collectifs ou individuels :
- athlétisme ;
- aviron ;
- basket-ball ;
- boules ;
- canoë-kayak ;
- disc golf[33] ;
- escrime ;
- football ;
- judo ;
- rugby ;
- tennis ;
- tir à l'arc.

### Activités extra-sportives
Une aire de jeux de 1 680 m2, avec piste d'éducation routière, a été aménagée par la ville de Vichy en 2014 à côté de la tour des juges, et inaugurée le 25 octobre 2014.

## Événements

### Événements culturels
- Le 29 juillet 2000, un concert de Johnny Hallyday a réuni plus de 16 000 personnes[35] en plein air. La préparation de ce concert exceptionnel a nécessité « une [importante] mobilisation des services de la ville [de Vichy] et de la sécurité », selon Diane Polya-Zeitline, directrice de l'opéra de Vichy à l'époque ; il a fallu acheminer douze semi-remorques de matériel et même combler un canal dans le parc. Il s'agit de la troisième venue de Johnny Hallyday à Vichy après le 15 juin 1961 et le 27 juin 1978[36].

### Événements politiques
- Le 16 juillet 2020, le conseil communautaire de la communauté d'agglomération Vichy Communauté a réélu Frédéric Aguilera (LR), maire de Vichy, au palais du Lac, afin de respecter la distanciation sociale imposée en raison de la pandémie de Covid-19[29].

### Événements sportifs

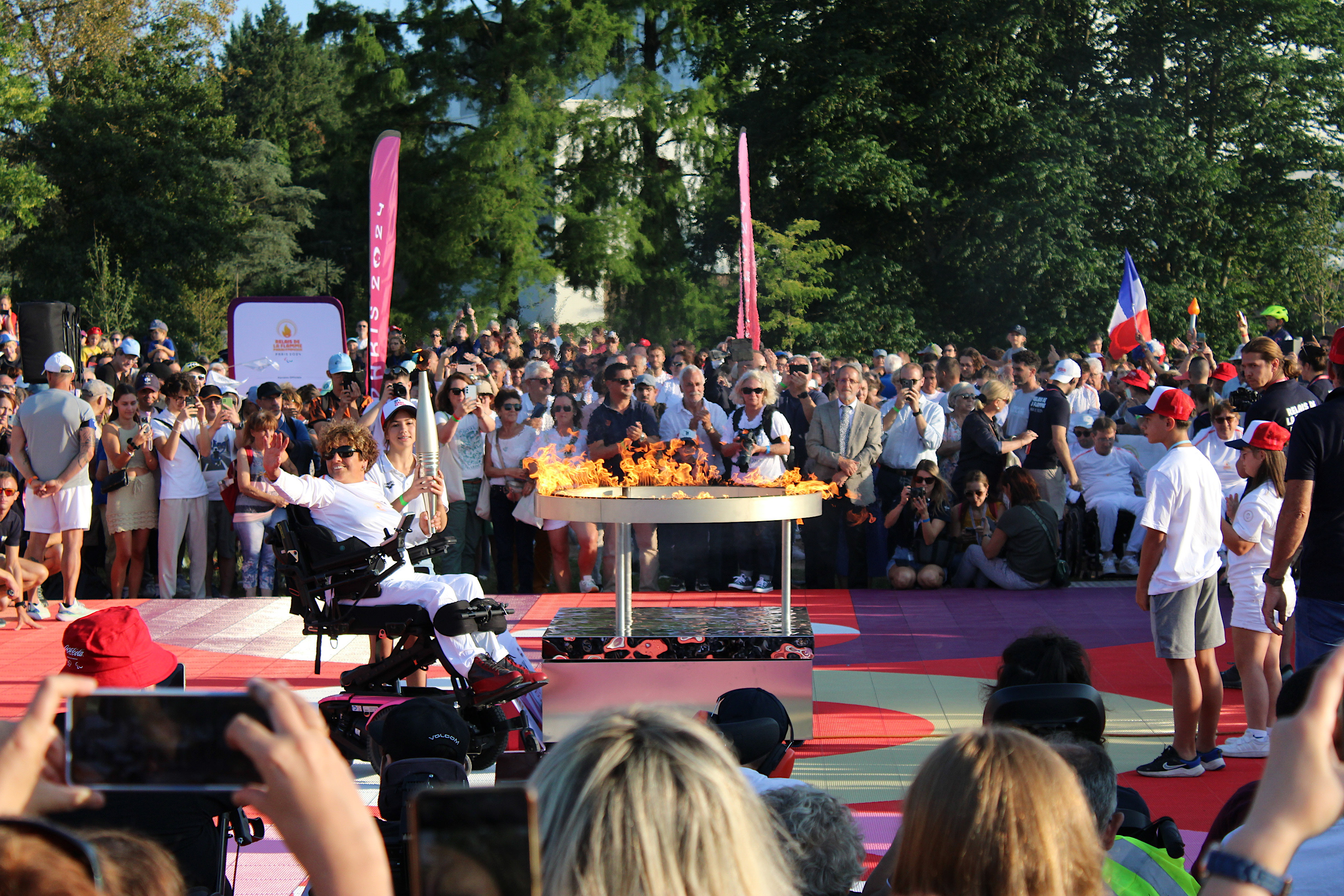
La flamme paralympique est passée par le parc omnisports le 26 août 2024.

- Entre le 20 et le 23 mai 2024, le Challenge étudiant, organisé par la Fédération française du sport universitaire, a réuni 1 100 étudiants de huit écoles et de douze universités au parc omnisports et au CREPS, jouant dans onze disciplines[37],[38]. La cérémonie d'ouverture s'est déroulée au palais des sports Pierre-Coulon (où joue la JAV) en présence de Sylvie Retailleau, ministre de l'Enseignement supérieur et de la Recherche, rappelant le faible engagement des étudiants dans la pratique sportive (un étudiant sur cinq)[39] ; cet événement s'est clos avec la ministre des Sports et des Jeux olympiques et paralympiques Amélie Oudéa-Castéra[40]. Le challenge est remporté par l'INSA Lyon (grandes écoles) et par l'université de Strasbourg (universités)[41],[42].
- Le relais de la flamme paralympique est passé dans le parc omnisports et le CREPS le 26 août 2024, deux jours avant la cérémonie d'ouverture des Jeux paralympiques qui se déroulent du 28 août au 8 septembre 2024[43],[44].